# 1964年東京オリンピックのブラジル選手団
1964年東京オリンピックのブラジル選手団（1964ねんとうきょうオリンピックのブラジルせんしゅだん）は、1964年10月10日から10月24日まで日本の首都東京で開催された1964年東京オリンピックのブラジル選手団の名簿。

## 種目別選手・スタッフ名簿及び成績
バスケットボールで銅メダルを獲得した。